# 蓮因寺
蓮因寺（Lianyin Temple；臺羅：Lênin Sī (Лêнин Сӣ)）位於臺灣南投縣水里鄉頂崁村，為懺雲法師在1963年與弟子性因法師於水里鄉創建之佛寺。依止當代律宗大德慈舟大師，傳承「以戒為師」的叢林道場作風。

## 齋戒學會
從1966年開始，蓮因寺開辦大專青年齋戒學會。每年寒暑假各開辦八關齋戒一次，暑期每次兩屆，寒假一屆。

## 外部連結
- 蓮因寺簡介 - 蓮因寺 （页面存档备份，存于）
- YouTube上的蓮因寺略史